# Anna Bohigas Gurgui
Anna Bohigas Gurgui (Barcelona, 1946-1984) va ser una interiorista i dissenyadora de producte catalana.
Estudià a l'Escola Elisava de Barcelona. El 1968 va entrar a treballar a Studio Per —integrat per Pep Bonet, Cristian Cirici, Lluís Clotet i Òscar Tusquets— on va fer projectes d'interiorisme i va col·laborar també en el disseny de productes. A principi de la dècada de 1970, Studio Per van unir-se a la dissenyadora Mireia Riera per desenvolupar projectes més ambiciosos, especialment locals comercials i habitatges per als quals dissenyaven mobles i objectes avantguardistes. El 1972, el grup van anomenar aquest nou equip Boccaccio Design (BD) per la relació que tenien amb la discoteca Bocaccio. Un dels propietaris de la discoteca, Oriol Regàs, va ajudar-los econòmicament per començar el projecte BD.
Va ser una de les dues úniques dones (l'altra era Mireia Riera) amb presència a l'exposició Diseño Industrial en España, que es va dur a terme a Museu Reina Sofia de Madrid del 14 de maig al 31 d'agost de 1998. Bohigas, juntament amb Lluís Clotet i Òscar Tusquets, van presentar-hi la prestatgeria Hialina, un disseny que havien fet el 1973 i va rebre el Premi Delta el 1974, i la campana extractora BD disseny de 1978.
En el llibre Amables personajes, que Òscar Tusquets va publicar el 2014 sobre persones que van ser molt importants en la seva vida, parla a l'inici d'Anna Bohigas, que diu que és una de les dones que va estimar, a qui va pintar en moltes ocasions fins que ella va morir, l'any 1984. En l'exposició antològica de l'obra pictòrica de Tusquets, que va tenir lloc el 2022, destaca el conjunt de pintures dedicat a Anna Bohigues, especialment quan el tumor cerebral que li va causar la mort ja estava en una fase avançada i ella hi apareix amb el cap embenat i una mascareta d'oxigen, però mostrant encara la bellesa del seu cos.
El Museu del Disseny de Barcelona conserva productes dissenyats per Anna Bohigas i va ser una de les creadores presents a l'exposició Som aquí. Les dones en el disseny 1900-Avui que aquest museu va organitzar l'any 2023.